# スレイマン・シセ
スレイマン・シセ（Souleymane Cissé、1940年 - 2025年2月19日）は、マリ共和国の映画監督。バマコ出身。

## 略歴
奨学金を得てモスクワの映画学校で学ぶ。1970年にマリに戻り、政府の情報省でカメラマンとして働くようになる。
帰国後はドキュメンタリーを制作したのちに劇映画に取り組んだ。『デン・ムソ（若い娘）』では家父長制に抵抗する女性を描き、『バーラ（労働）』では工場経営者と戦う労働者を描き、『フィニエ（風）』では軍事政権に反抗する高校生を描いた。これらの長編は資本家、家長、軍司令官などアフリカの権力者を批判する内容で、『バーラ』はアフリカ独立以降のアフリカ社会の格差や対立を初めて題材にした映画として話題になった。
初長編作品でもある『デン・ムソ』は、聾唖の少女がレイプされ妊娠し、自分の家族や子供の父親からも拒否されるという内容で、マリ政府から上映禁止処分を受けてしまう。シセ自身もフランスから資金提供を得たとのことで逮捕された。
しかしその後も映画製作をつづけ、1987年の『イエレーン（ひかり）』ではカンヌ国際映画祭審査員賞を受賞した。『ひかり』は神話時代のアフリカを舞台として、伝統的な世界観である呪術が権力批判に用いられている。秘密結社の秘儀を漏洩した男性と、男性の命を狙う父親の対決を通して、社会の対立や西欧とアフリカの関係を象徴的に描いた。
2023年、カンヌ映画祭で金の馬車を受賞。2025年2月19日、バマコで死去。84歳没。

## 主な作品
- L’aspirant (短篇, 1968年)
- Source d’inspiration (短篇, 1968年)
- Dégal à Dialloubé (1970年)
- Fête du Sanké (1971年)
- Cinq jours d’une vie (1972年)
- Den muso (1974年)
- L’homme et ses idoles (短篇, 1975年)
- Baara (1978年)
- Chanteurs traditionnels des Iles Seychelles (1978年)
- Finye (1982年)
- Yeelen（邦題『ひかり』） (1987年)
- Waati (1995年)